# Smashing the Opponent
Singles de Infected Mushroom avec Jonathan Davis
"Becoming Insane"
(2007)
Smashing the Opponent est le premier single de l'album de Infected Mushroom : Legend of the Black Shawarma à être publié. Le single est sorti le 9 juin 2009. Le chanteur du groupe Korn, Jonathan Davis, a été invité pour chanter sur cette piste. Une version radio edit de Smashing the Opponent a été téléchargée le 1er juin sur le site Web du groupe dans la catégorie « inédits » et le 2 juin sur la page MySpace du groupe. Le 9 juin, Infected Mushroom a permis le téléchargement de Smashing the Opponent gratuitement pour le jeu de remixage myRMX.